# Bewegung für Nationale Reform
Die Bewegung für Nationale Reform (arabisch حركة الإصلاح الوطني, DMG ḥarakat al-iṣlāḥ al-waṭanī, französisch Mouvement pour la réforme nationale, kurz auch Islah) ist eine gemäßigt-islamische Partei in Algerien. Sie wird von Djahid Younsi geführt. Ihr Generalsekretär ist seit 2010 Djamel Benabdeslam.
Die 1999 von Abdellah Dschaballah gegründete Partei spaltete sich von der algerischen Nahda-Bewegung ab, da sie die Zusammenarbeit der Partei mit der Regierung kritisierte. Sie stellt sich strikt gegen die Änderung des derzeitigen Familienrechtes, welches seit 1984 Frauen benachteiligt.
Bei den Präsidentschaftswahlen 2004 kam die Bewegung für Nationale Reform mit 5 % der Wählerstimmen auf den dritten Platz. Bei der Parlamentswahl von 2007 erhielt die Partei 3 Sitze im algerischen Parlament, während sie bei den Wahlen 2002 sogar über 9,5 % der Wählerstimmen bekam und 43 Sitze gewann.